# 사마망
사마망(司馬望, 205년 ~ 271년)은 중국의 삼국시대 위나라의 장군이며, 서진의 황족으로, 자는 자초(子初)이고, 시호는 의양성왕(義陽成王)이다.

## 생애
사마부(사마의의 남동생)의 장남. 백부 사마랑의 양자가 되어, 그 가계를 이었다.
재능이 있어 뛰어난 인물을 불러 토론을 즐겼다고 한다. 조모의 마음에 들어 자주 궁중에 불려 문학 논의의 상대를 맡았다. 당시 사마망은 중호군 관직에 있어 근무지가 궁전의 밖이었기 때문에, 신속히 들어갈 수 있도록 특별히 쾌속 마차가 지급되었다.
사촌동생 사마소의 무렵부터 중용받게 되어, 촉한의 침공을 잘 막아냈다. 그 공적에 의해 사도까지 승진하고, 후에 사마염이 진나라를 건국하면서 대사마에 승진하여 의양왕에 봉해졌다.
271년에, 아버지보다 일년 앞서 죽었다.

## 친척 관계
- 사마랑 (양아버지)
- 안평헌왕 부 (친아버지)
  - 의양성왕 망
    - 혁(弈) (아들)
      - 삼종정후(三縱亭侯) 기(奇) (손자)

    - 하간평왕(河間平王) 홍(洪) (아들)
      - 장무왕(章武王) 위(威) (손자)

    - 수목왕(隨穆王) 정(整) (아들)
    - 경릉왕(竟陵王) 무(㮊) (아들)

| 전임 하증 | 조위의 사도 265년 9월 ~ 265년 12월 13일 | 후임 - (조위 멸망) |

## 같이 보기
- 삼국지 인물 목록